# Ораевский, Анатолий Николаевич
Анатолий Николаевич Ораевский (26.01.1934 — 04.07.2003) — российский учёный в области динамики нелинейных систем, физики лазеров, лазерной химии, сверхпроводимости и когерентных состояний Бозе-частиц, доктор физико-математических наук, профессор, лауреат Ленинской премии.

## Биография
Родился 26 января 1934 года в г. Тейково Ивановской области. В 1951 г. во Владимире окончил среднюю школу с золотой медалью, и поступил в МГУ на физико-технический факультет, который в том же году был преобразован в Московский физико-технический институт (МФТИ).
Ещё будучи студентом, в 1956 году принят в Физический институт им. П. Н. Лебедева АН СССР (ФИАН) на должность инженера. Там же учился в аспирантуре и в 1960 г. защитил кандидатскую диссертацию на тему «Теоретическое исследование стабильности частоты молекулярного генератора».
В 1965 г. за монографию «Молекулярные генераторы» присуждена учёная степень доктора физико-математических наук.
С конца 1960-х гг. заведующий сектором теоретической радиофизики.
С 1962 г. одновременно с работой в ФИАН преподавал в МИФИ, с 1969 г. профессор, читал курс квантовой радиофизики.
Сформулировал модель квантового генератора как нелинейной автоколебательной системы. Эта модель является базовой для исследований в данной области.
Предложил (вместе с соавторами) газовые лазеры с тепловым возбуждением и создал основы их теории.

## Награды и премии
Ленинская премия 1984 года (в составе коллектива) — за цикл работ «Фундаментальные исследования химических лазеров на цепных реакциях» (1963—1978).
Заслуженный деятель науки Российской Федерации (1999). Награждён орденом «Знак Почёта» и медалью «За трудовую доблесть».
Скоропостижно умер 4 июля 2003 года.

## Публикации
- Молекулярные генераторы  / А. Н. Ораевский; Акад. наук СССР. Физ. ин-т им. П. Н. Лебедева. — Москва : Наука, 1964. — 295 с. : ил.; 22 см.
- Гауссовы пучки и оптические резонаторы : [Учеб. пособие] / А. Н. Ораевский; Моск. инж.-физ. ин-т, [Фак. эксперим. и теорет. физики]. — М. : МИФИ, 1987. — 85,[1] с. : ил.; 20 см.
- Рекомбинационное излучение атомов (радикалов) и тепловые лазеры / А. Н. Ораевский; АН СССР. Физ. ин-т им. П. Н. Лебедева. Лаборатория квантовой радиофизики. — Москва : [б. и.], 1970. — 12 с. : ил.; 20 см.
- Влияние постоянных электрических и магнитных полей на резонансное излучение молекул / А. Н. Ораевский; Акад. наук СССР. Физ. ин-т им. П. Н. Лебедева. Лаборатория квантовой радиофизики. — Москва : [б. и.], 1965. — 18 с., 2 л. ил.; 21 см.
- О механизме лазерохимических реакций / А. Н. Ораевский. — Москва : б. и., 1979. — [1], 28 с. : ил.; 20 см. — (Препринт / АН СССР, Физ. ин-т им. П. Н. Лебедева. Квантовая радиофизика; № 37).